# Кліонові
Кліонові (Clionidae) — родина вільно-плаваючих пелагічних морських слимаків, що входять до групи морських янголів. Всі воні невеликі, найбільший представник, Clione limacina, досягає лише 5 см завдовжки. Мають вигляд невеликих м'якотілих тварин з прозорими «крилами», черепашку утворюють лише під час ембріонального розвитку.